# Edvard R. Marou
Edvard R. Marou (rođen kao Egbert Roscoe Murrow; 25. april 1908 – 27. april 1965) bio je američki radio i televizijski novinar. Slavu je stekao krajem 1930-ih i početkom 1940-ih kada je kao dopisnik radio-mreže CBS iz Evrope maksimalno koristio potencijale novog medija kako bi slušaocima širom Amerike dotada nezapamćenom brzinom preneo vesti o dramatičnim događajima neposredno pred i za vreme Drugog svetskog rata. Postavši jedna od velikih medijskih zvezda, godine 1951. je počeo da vodi televizijsku emisiju See It Now, koja je postala poznata zbog toga što je javnost okrenula protiv tada uticajnog senatora Džozefa Makartija te dovela do njegovog pada. Nekoliko godina kasnije Marou je došao u nemilost kod svog prijatelja i predsednika CBS-a Vilijama S. Pejlija, a 1961. je prihvatio ponudu predsednika Džona Ficdžeralda Kenedija da vodi Informativnu agenciju SAD. Na tom mestu ga je zatekla smrt od raka pluća.
Marou se danas smatra jednim od najvećih američkih novinara, odnosno uzorom za svoje kolege.
Marou se kao lik pojavio 1986. godine u biografskom TV-filmu Marou, gde ga je tumačio Daniel Dž. Travanti, a u filmu Laku noć i srećno iz 2005. godine ga je tumačio Dejvid Stratern.

## Mladost
Marou je rođen kao Egbert Rosko Marou u Polekat Kriku, blizu Grinsbora, u okrugu Gilford, Severna Karolina, u porodici Rosko Konklin Marou i Etel F. (rođena Lam) Marou. Njegovi roditelji su bili kvekeri. On je bio najmlađi od četiri brata, i vodio je „mešavito škotsko, irsko, englesko i nemačko” poreklo. Prvorođeni, Rosko mlađi, živelo je samo nekoliko sati. Lejsi Van Bjuren je imao četiri godine, a Djui Džošua dve godine kada je Marou rođen. Njegov dom je bila brvnara bez struje i vodovoda, na farmi koja je donosila samo nekoliko stotina dolara godišnje od kukuruza i sena.

## Karijera u CBS
Marou se pridružio CBS-u kao direktor za razgovore i obrazovanje 1935. godine i ostao je sa tom mrežom tokom čitave svoje karijere. CBS nije imao novinsko osoblje kada se pridružio Marou, osim najavljivača Boba Trauta. Marouov posao bio je regrutovanje novinara koji bi se pojavljivali na mreži i razgovarali o problemima današnjeg vremena. Kao osoba koja se na Vašingtonskom univerzitetu specijalizovala za govor, Marou je bio zaintrigiran Trautovom radio isporukom novosti, i Traut ga je podučavao u efikasnom komunicinju putem radija.
Marou je otišao u London 1937. godine na mesto direktora CBS-ovih evropskih operacija. Položaj nije obuhvatao radio izveštavanje. Njegov posao se sastojao od uveravanja evropskih ličnosti da emituju preko CBS mreže, koja je bila u direktnoj konkurenciji sa dve radio mreže NBC-a. Tokom tog vremena, često je putovao po Evropi. Marou je 1937. godine angažovao novinara Vilijama L. Širera i dodelio mu slično mesto na kontinentu. To je označilo početak tima ratnih izveštača „Marou Bojs”.

### Radio
Marou je prvi put okusio slavu tokom anšlusa u martu 1938, u kojem je Adolf Hitler projektovao aneksiju Austrije od strane Nacističke Nemačke. Dok je Marov bio u Poljskoj i organizovao emitovanje dečjih horova, od Širera je dobio vest o aneksiji — i činjenici da Širer nije mogao da prenese priču preko instalacija austrijskog državnog radija. Marou je odmah poslao Širera u London, gde je dostavio necenzurisani izveštaj očevidaca o Anšlusu. Marou je tada iznajmio jedini raspoloživi prevoz, avion kapaciteta 23 putnika, da leti od Varšave do Beča kako bi mogao da preuzme Širerovu dužnost.
Na zahtev rukovodstva CBS-a u Njujorku, Marou i Širer su sastavili Evropski pregled vesti o reakciji na anšlus, koji je okupio dopisnike iz raznih evropskih gradova u jednu emisiju. Dana 13. marta 1938. godine, emitovan je specijal, čiji je domaćin bio Bob Traut u Njujorku, uključujući Širera u Londonu (sa poslanicom Laburističke partije Elen Vilkinson), reportera Edgara Ansela Mourera iz Chicago Daily News u Parizu, reportera Pjera Ž. Husa iz Međunarodne novinske službe u Berlinu i senatora Luisa B. Švelenbaha iz Vašingtona. Reporter Frank Đervasi iz Rima, nije uspeo da pronađe predajnik da emituje reakciju iz italijanske prestonice, ali je telefonom preneo svoj skript Šireru u Londonu, koji ga je pročitao tokom emisije.‍:116–120 Marou je izvestio uživo iz Beča, u prvom izveštavanju vesti sa lica mesta u svojoj karijeri: „Ovo je Edvard Marou, govori iz Beča…. Sada je skoro 2:30 ujutro, a Her Hitler još nije stigao“.
Emisija se u to vreme smatrala revolucionarnom. Sadržala je izveštaje uživo sa više tačaka prenosene kratkim talasima u danima pre moderne tehnologije (a da svaka od strana nije nužno bila u mogućnosti da čuje jedna drugu), i ispala je gotovo besprekorno. Specijal je postao osnova za World News Roundup — najstariju seriju vesti koja se emituje svakog radnog dana ujutru i uveče na CBS radio mreži.
U septembru 1938, Marou i Širer su bili redovni učesnici CBS-ovog izveštavanja o krizi oko Sudeta u Čehoslovačkoj, koji je Hitler priželjkivao za Nemačku i koji je na kraju dobio Minhenskim sporazumom. Njihovo bridko izveštavanje povećalo je apetit Amerike za radio vestima, sa slušaocima koji su redovno čekali na Marouve kratkotalasne emisije, koje bi predstavio analitičar H. V. Kaltenborn iz Njujorka, rekavši: „Pozivam Eda Maroua… javite se Ed Marou“.
Tokom sledeće godine, do izbijanja Drugog svetskog rata, Marou je nastavio da živi u Londonu. Izveštavanje Vilijama Širera iz Berlina donelo mu je nacionalno priznanje i mesto komentatora u CBS vestima po povratku u Sjedinjene Države u decembru 1940. Širer je opisao svoja berlinska iskustva u svojoj visokotiražnoj knjizi Berlinski dnevnik iz 1941. godine. Kada je u septembru 1939. izbio rat, Marou je ostao u Londonu, a kasnije je pružao direktne radio prenose tokom vrhunca Blica u Londonu posle mraka. Ova kratkotalasna emitiranja uživo prenosila su se CBS-ovoj elektrifikovanoj radio publici u obliku kakav informativni program nikada nije imao: prethodni ratni izveštaji su uglavnom bili obezbeđeni novinskim izveštajima, zajedno sa filmskim izveštajima viđenim u bioskopima; raniji radio-informativni programi jednostavno su predstavljali spikera u studiju koji je čitao izveštaje novinske službe.

## Radovi

### Filmografia
- Around the World in 80 Days (1956) kao pripovedač prologa
- The Lost Class of '59 (1959) kao on sam
- Montgomery Speaks His Mind (1959) kao on sam
- Sink the Bismarck! (1960) kao on sam
- Murrow (1986)
- Good Night, and Good Luck, 2005

### Knjige
- Rise of the Vice Presidency by Irving G. Williams, introduced by Edward R. Murrow (Washington: Public Affairs Press, 1956)

## Spoljašnje veze
- Edvard R. Marou на веб-сајту  (језик: енглески)
- Edvard R. Marou на веб-сајту  (језик: енглески)
- The Life and Work of Edward R. Murrow: an archives exhibit Архивирано на веб-сајту  (22. септембар 2018), Digital Collections and Archives, Tufts University
- Murrow Papers at Mount Holyoke College Архивирано на веб-сајту  (2. децембар 2013)

### Biografije i članci
- Edward R. Murrow bibliography via UC Berkeley library
- New York Times obituary, April 28, 1965
- „Edward R. Murrow”. Journalist, Radio Broadcaster. Find a Grave. 27. 4. 1965. Приступљено 3. 9. 2010.
- Museum of Broadcast Communications Архивирано на веб-сајту  (7. октобар 2013), biography
- Edward R. Murrow and the Time of His Time[мртва веза] by Joseph Wershba, CBS News writer, editor and correspondent, beginning in 1944; producer of 60 Minutes (1968–1988)
- State Library of North Carolina, biography
- Block, Maxine; Trow, E. Mary (1970). „Murrow, Edward R.”. Current Biography: Who's News and Why, 1942. H.W. Wilson. ISBN 0824204794.
- Cloud, Stanley; Olson, Lynne (1996). The Murrow Boys: Pioneers on the Front Lines of Broadcast Journalism. Houghton Mifflin. ISBN 0395680840.
- Edwards, Bob (2010) [2004]. Edward R. Murrow and the Birth of Broadcast Journalism. Turning Points in History. 12. John Wiley & Sons. ISBN 978-1-118-03999-1.
- Kendrick, Alexander (1969). Prime Time: The Life of Edward R. Murrow. J. M. Dent & Sons. ISBN 046003958X.
- Lichello, Robert (1971). Edward R. Murrow: Broadcaster of Courage. Charlottesville, N.Y.: Samhar Press. ISBN 978-0-87157-504-3.
- Murrow, Edward R.; Bliss, Edward (1967). In search of light; the broadcasts of Edward R. Murrow, 1938–1961. New York: Alfred A. Knopf. OCLC 743433.
- „Murrow, Edward R.”. American National Biography: Mosler–Parish. 16. Oxford University Press. 1999. ISBN 0195206355.
- Olson, Lynne (2010). Citizens of London: The Americans Who Stood with Britain in Its Darkest, Finest Hour. Random House. ISBN 978-1-58836-982-6.
- Sperber, A. M. (1998) [1986]. Murrow, His Life and Times. Fordham University Press. ISBN 978-0-8232-1882-0.

### Programi
- Original This I Believe transcript, 1951.
- Murrow radio broadcasts on Earthstation 1, Selected World War II broadcasts from London and Germany